# Das Projekt des Ingenieurs Pright
Das Projekt des Ingenieurs Pright (russisch Проект инженера Прайта) ist ein russischer Stummfilm des Regisseurs Lew Kuleschow aus dem Jahr 1918.

## Handlung
Der Film spielt in einem imaginären Amerika. Der Titelheld namens Pright (russisch Прайт) ist ein junger Erfinder und wurde gespielt vom Bruder des Regisseurs. Pright plant mit Torf als dem Heizstoff der Zukunft das kapitalistische Erdölmonopol zu brechen. Gleichzeitig verliebt er sich in die Tochter des Ölmagnaten, eine moderne und selbstbewusste Frau. Gemeinsam kämpfen die Liebenden gegen den Kapitalismus.

## Hintergrund
Das Projekt des Ingenieurs Pright ist Lev Kuleschows erster eigenständiger Film, der 1918 noch vor der Verstaatlichung des russischen Kinos im Chanzhonkow-Studio entstanden ist:
„Mit 19 Jahren ergriff Lew Kuleschow die Chance seines Lebens. Dem privaten Kinostudio, in dem er als Ausstatter arbeitete, waren nach der Revolution die Regisseure ausgegangen. Während sie sich ins Ausland absetzten, nutzte Kuleschow die frei gewordenen Kapazitäten, um seinen ersten Film zu inszenieren. Mit dem ‚Projekt des Ingenieurs Pright‘, dessen Dreharbeiten im Sommer 1918 stattfanden, wollte er vieles anders machen als seine Vorgänger. Er verließ die Ateliers, filmte mitten in der Stadt und draußen in freier Natur.“

## Bedeutung
Das Projekt des Ingenieurs Pright ist „das 'missing link' zwischen dem vorrevolutionären russischen Film und dem sowjetischen Montagekino der 1920er Jahre […], Neben der Entdeckung der Montage als künstlerisches Ausdrucksmittel und Bedeutung generierendes Verfahren, das für den russischen Film neu war, sind auch Kulešovs „natürliche Schauspieler“, d. h. Amateurdarsteller, sowie das Drehen an Originalschauplätzen zukunftsweisend.“
Der Film, lange als verloren betrachtet, wurde erstmals einem größeren Publikum in der in Berlin und Prag produzierten Hyperkino-DVD-Edition zugänglich:
„Sie beinhaltet zwei Versionen des Films: die im russischen Staatsfilmarchiv Gosfil’mofond erhalten gebliebene Fassung ohne Zwischentitel sowie die von Nikolaj Izvolov 2001–2007 rekonstruierte Fassung, in der die Zwischentitel ergänzt wurden. Die rekonstruierte Fassung kann sowohl im Hyperkino-Modus, d. h. mit den Anmerkungen in Form von „Fußnoten“, als auch ohne diese abgespielt werden. Darüber hinaus liegen zwei Musikfassungen vor, nämlich der Soundtrack von Dmitrij Matov von 2004 sowie die musikalische Begleitung von Jiří Hradil von 2007. Des Weiteren enthält die DVD als Bonusmaterial den 1969 von Semen Rajburt gedrehten, fünfzigminütigen Dokumentarfilm Ėffekt Kulešova, der ein ausgedehntes Interview mit dem Regisseur kombiniert mit Ausschnitten aus seinen Filmen beinhaltet und damit ein Zeugnis der Wiederentdeckung der Filmkultur der 1920er Jahre während des Tauwetters in der Sowjetunion darstellt. Es ist ein besonderes Verdienst der vorliegenden DVD-Edition, diesen sehenswerten Dokumentarfilm, in dem der gealterte Filmpionier selbst zu Wort kommt, in einen geeigneten Rezeptionskontext gestellt zu haben.“